# Jamie Carragher
James Lee Duncan "Jamie" Carragher, född 28 januari 1978 i Bootle, är en engelsk före detta fotbollsspelare (försvarare). Under hela sin karriär tillhörde han Liverpool FC, där han debuterade 1996. Med klubben vann Carragher bland annat FA-cupen två gånger (2001 och 2006), UEFA-cupen (2001) och Champions League (2005). I en bortamatch mot vitryska FC Gomel i Europa League den 2 augusti 2012 blev Carragher den andre spelaren i historien att spela 700 matcher i Liverpooltröjan. Den 7 februari 2013 meddelade Jamie Carragher att han skulle sluta efter säsongen.

## Klubbkarriär
Jamie Carragher var en del av det Liverpool-lag som 1996 vann FA Youth Cup. Två andra kända spelare från samma lag var Michael Owen och David Thompson. I finalen besegrade man West Ham, som hade bland andra Rio Ferdinand och Frank Lampard i truppen.
Jamie Carragher debuterade i A-laget den 8 januari 1997 i en match mot Middlesbrough i Ligacupen. Under sina första år i klubben spelade Carragher på en rad olika positioner, båda högerback, vänsterback, mittback och defensiv mittfältare. Säsongen 1998–99 provades han som mittback då det var många skadade spelare på just den positionen. När sedan Sami Hyypiä, Stéphane Henchoz och Dietmar Hamann värvades sommaren efter gjorde hans mångsidighet att han spelade i stort sett alla matcherna, men flyttades runt och spelade på många olika positioner. Då Christian Ziege ofta var skadad fick Carragher spela de flesta matcherna som vänsterback. Den positionen behöll han fram till 2001 då John Arne Riise värvades från AS Monaco. En virussjukdom på Markus Babbel medförde dock att han fick spela högerback istället. Den positionen behöll han sedan och när Babbel återhämtat sig från sin sjukdom blev han istället utlånad till Blackburn Rovers en säsong och lämnade sedan klubben gratis året efter. Sommaren 2003 köpte managern Gérard Houllier högerbacken Steve Finnan från Fulham FC. När sedan Rafael Benítez tog över efter Houllier provades Carragher i mittförsvaret igen.

## Internationell karriär
Jamie Carragher debuterade i det engelska U21-landslaget 1996. Där blev han sedermera kapten och var länge den spelare som spelat flest matcher, 27 stycken, innan det slogs år 2007 av Scott Carson.
Han debuterade i det engelska seniorlandslaget den 28 april 1999 och var uttagen i truppen till EM 2004 och VM 2006 innan han drog sig tillbaka från spel med landslaget 2007 efter att ha spelat 34 landskamper. När Fabio Capello tog ut sin preliminära trupp till VM 2010 den 11 maj 2010 fanns dock Carragher med i truppen. Carragher fanns även med i Capellos slutgiltiga trupp till turneringen, där han spelade två matcher. Efter turneringen beskrev Carragher återkomsten till landslaget som en "engångshändelse" och att han hädanefter inte skulle spela mer för landslaget.

## Meriter
Alla meriter med Liverpool
Vinnare
- 1995–96 FA Youth Cup
- 2000–01 Ligacupen
- 2000–01 FA-cupen
- 2000–01 UEFA-cupen
- 2001–02 Charity Shield
- 2001–02 UEFA Super Cup
- 2002–03 Ligacupen
- 2004–05 UEFA Champions League
- 2005–06 UEFA Super Cup
- 2005–06 FA-cupen
- 2006–07 Community Shield
- 2011-12 Ligacupen

Tvåa
- 2001–02 FA Premier League
- 2002–03 Community Shield
- 2004–05 Ligacupen
- 2005 Världsmästerskapet i fotboll för klubblag
- 2006-07 UEFA Champions League
- 2008-09 FA Premier League